# Theodor Fischer (Politiker, 1895)
Theodor Fischer (geboren 16. Juni 1895 in Zürich; gestorben 18. Juli 1957 in Zollikon) war ein Schweizer Politiker der Frontenbewegung.

## Leben
Fischer war Sohn eines deutschen Schreiners und einer Schweizer Mutter.
Zwischen 1910 und 1913 absolvierte er eine Lehre in einem Zürcher Architekturbüro. 1912 wurde er in Birr im Kanton Aargau eingebürgert. Während des Ersten Weltkriegs war er Grenzsoldat.
Ab 1923 war er als Architekt tätig. 1927 gründete er die rechtsextreme Organisation „Schweizer Ring“. 1931 war er Gründer und „Führer“ der Nationalsozialistischen Eidgenössischen Arbeiterpartei (NSEAP).
1933 war er einer der Hauptangeklagten des Prozesses um die „Protokolle der Weisen von Zion“ (Berner Zionistenprozess) in Bern. 1934 siedelte er nach München über. 1935 wurde er aus dem Volksbund (Schweiz) ausgeschlossen. Ab 1937 wohnte er zunächst in Freiburg im Breisgau und ab 1943 in Strassburg. 1944 kehrte er nach Zürich zurück. 1945 kam es erneut zu einem Prozess, in dem er jedoch freigesprochen wurde.